# Мавзолей Тоглук-Тимура

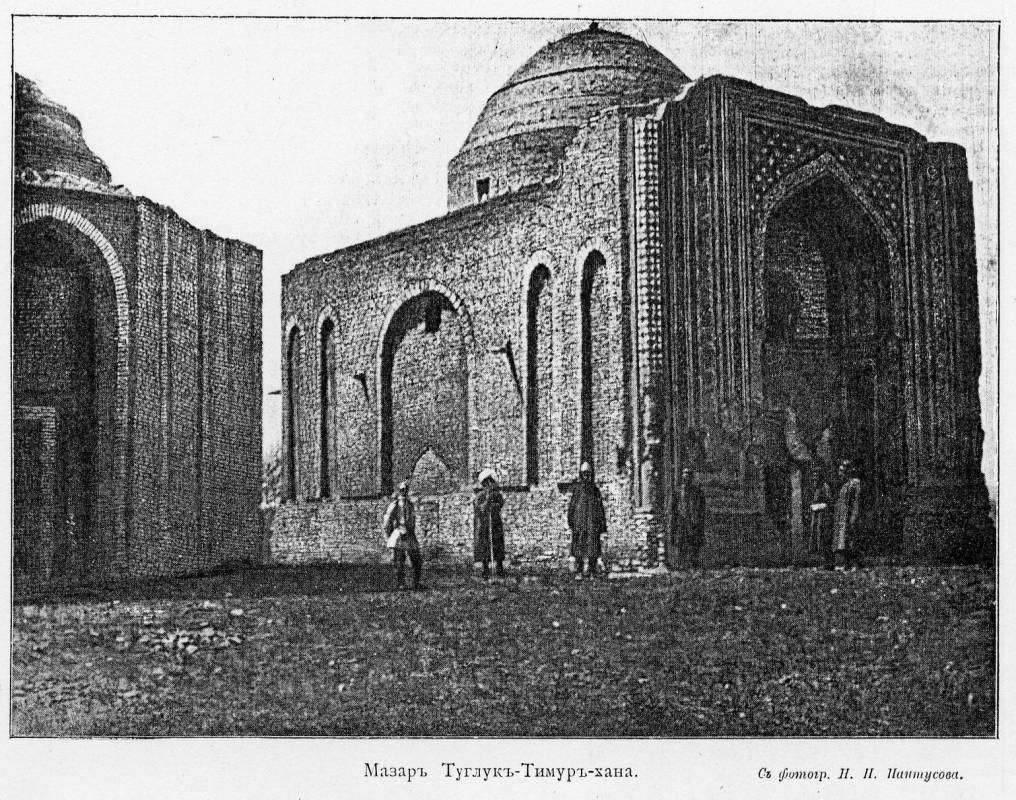
Мавзолей Тоглук-Тимура

Мавзолей (мазар) Тоглук-Тимура (уйг. Туглук-Томур мазари‎, кит. 吐虎鲁克·铁木尔汗麻扎, пиньинь Tǔhǔlǔkè-Tiěmùěr Hàn mázhā) — памятник архитектуры государства Моголистан. Здесь похоронен первый хан Моголистана, Тоглук-Тимур (ок. 1329—1362/1363) и его сын. В соседнем здании, сходной архитектуры, но меньшего размера, похоронена (как утверждает местная традиция) дочь
или сестра Тоглук-Тимура.

## История
Мавзолей был построен возле столицы Тоглук-Тимура, города Алмалык, в настоящее время практически полностью исчезнувшего. Он находится y западной окраины современного уйгурского («таранчинского») селения Мазар (кит. 大麻扎; село находится на 44°15′00″ с. ш. 80°33′30″ в. д.), в уезде Хочэн Или-Казахского автономного округа (Синьцзян, КНР). Мавзолей находится в менее 10 км к востоку от реки Хоргос, по которой проходит современная границы между Казахстаном и КНР, линия которой установлена договором 1881 года. В 1871—1881 годах эта территория была частью оккупированного Российской Империей Илийского края.
Современные исследователи полагают, что мавзолей был воздвигнут годы спустя после смерти Тоглук-Тимура, на средства его вдовы Тини Хатун.

## Описание
Мавзолей Тоглук-Тимура построен в стиле, характерном для мавзолеев исламских правителей государств Средней Азии (напр, Шахи Зинда в Самарканде. По плану он прямоугольной формы, около одиннадцати метров в ширину, четырнадцати метров в высоту. Имеет большой купол, целиком выполненный из кирпича. Главная часть фасада также практически квадратная, с углубленной стрельчатой аркой, окаймляющей вход. Тимпан арки украшен белой и голубой плиткой, на которых написано куфийским письмом слово Аллах. Фасад покрыт белой, голубой и фиолетовой глазурованной плиткой, что придает зданию эффект мерцания при попадании лучей солнца. Внутри мазара находятся два надгробия, традиционной для исламской архитектуры саркофаго-образной формы, над захоронениями Тоглук-Тимура и его сына.
Во время Дунганско-уйнурского восстания мавзолей подвергся значительным разрушениям, когда местные таранчи (илийские уйгуры) спасались в нём от «солонов» (цинских военных посленцев, переселенных в Илийский край из Маньчжурии, как и более известные сибо). Солоны подожгли мавзолей, и его купол рухнул. Из 80 таранчей четверо, включая двух шейхов из семьи, ответственной за мавзолей, погибли в огне, но остальные спаслись. К началу XX века, когда Н. Н. Пантусов исследовал мавзолей, таранчи уже вновь отстроили купол.
В 1957 году мавзолей вошел в список охраняемых историко-культурных памятников Синьцзяна, а в 2001 году — и в общегосударственный список.

## Список литературы
- Cheng, Jing Qi (Чжан Цзинцю) (1982), Islamic architecture in China, The Changing Rural Habitat; Volume 2 : Background Papers (PDF), Singapore: Concept Media/The Aga Khan Award for Architecture, pp. 71–74 {{citation}}: Неизвестный параметр |editor_first= игнорируется (справка); Неизвестный параметр |editor_last= игнорируется (справка) (Вся книга. Имя автора в стандартной транскрипции — Zhang Jinqiu (Чжан Цзиньцю, 张锦秋)).